# リカヴィトス・ケーブルカー
リカヴィトス・ケーブルカー（ギリシア語: Τελεφερίκ Λυκαβηττού、テレフェリック・リカヴィトウ）は、ギリシャアテネにある海抜277メートルのリカヴィトスの丘の山頂・山麓を結ぶケーブルカー路線。全線が地下路線である。

## 歴史
リカヴィトスの丘と麓を結ぶケーブルカーは、ギリシャ政府観光局 (EOT) により建設され1968年4月18日に開通した。2002年には大規模な改修が行われた。

## 路線概要

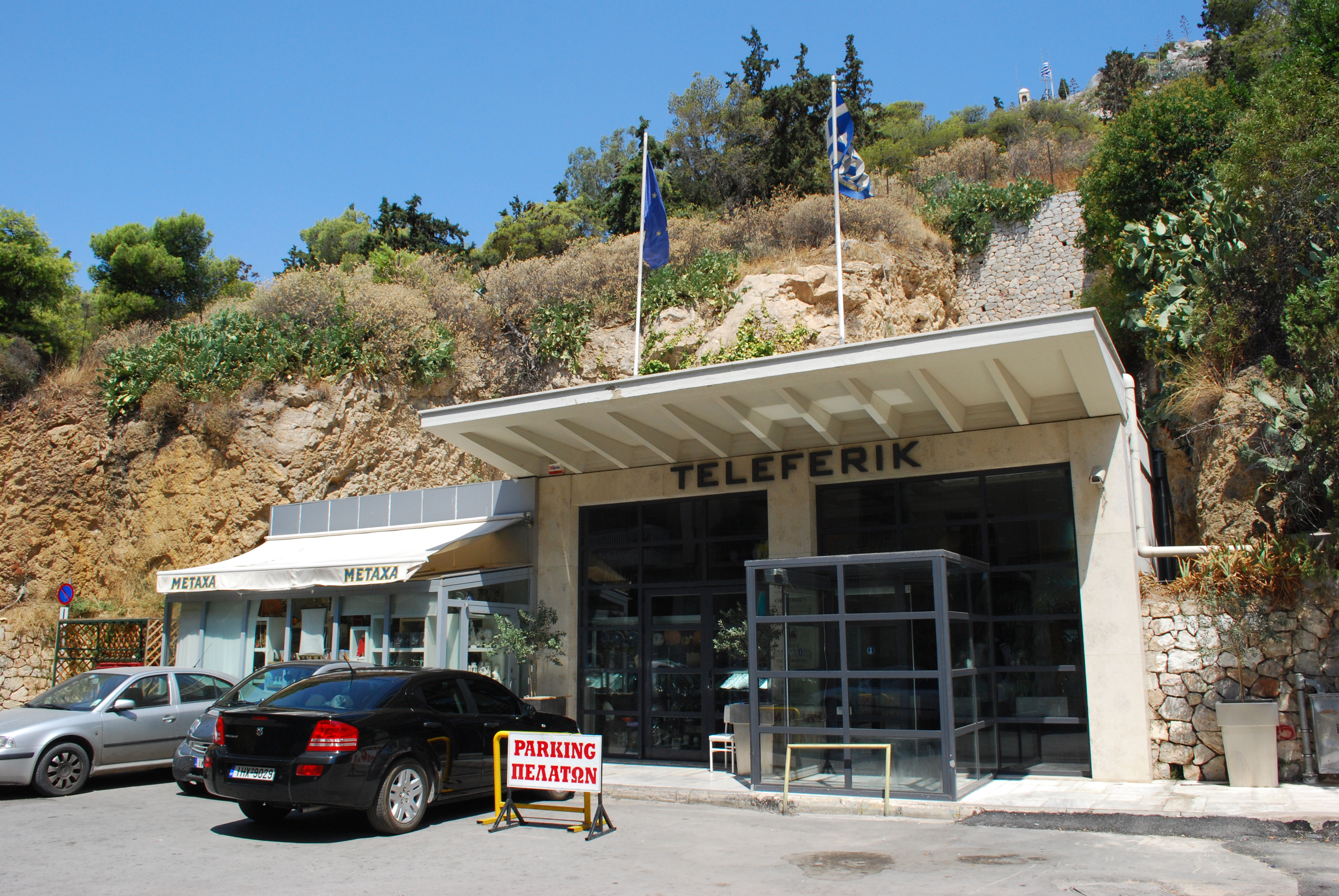
丘の麓駅

### 仕様
- 路線距離 : 210メートル
- 勾配 : 最大28度
- 速度 : 最大2メートル毎秒 (7.2キロメートル毎時)
- 定員 : 34人
- 車両数 : 1両×2編成

2002年の大規模改修を行ったETEMA社によるデータ

## 運行形態
午前9時から翌日午前2時30分までの間、30分に1本の運行（2013年現在）。所要時間 約3分。

## 運賃
- 往復乗車券 7ユーロ[2]

## 接続路線
山麓駅で路線バス60系統に乗継可能。